# Bounce music
Genres dérivés
Melbourne bounce, trap
Genres associés
Miami bass
La bounce music est un genre musical énergique et sous-genre du Dirty South ayant émergé à la fin des années 1980.

## Caractéristiques
La bounce est caractérisée par des chants Indiens de Mardi gras et danses fréquemment très sensuelles, notamment. Ces chants sont habituellement effectués lors du Triggerman beat repris des chansons Drag Rap des Showboys, Brown Beat de Cameron Paul, et Rock The Beat de Derek B. Le son de la bounce est marqué par le recyclage et l'imitation d'échantillons issus de Drag Rap comme notamment le cri par intermittence du mot « break ».

## Histoire
Le hip-hop commence à émerger hors du Bronx, et l'une de ces nouvelles localités est La Nouvelle-Orléans. Les producteurs locaux et dirigeants de labels indépendant s'essayent au hip-hop, et une nouvelle génération est alors lancée. Kevin « MC T. Tucker » Ventry, l'un des premiers artistes de bounce, attire l'attention de la ville en 1991 avec son style de rap « défini par une préférence pour les refrains chantés… et l'usage de nombreux samples utilisés en fond », deux des caractéristiques qui définiront la bounce music. Le sous-genre se popularise dans la ville et attire l'éloge de la presse spécialisée, tandis que de nouveaux artistes issus de La Nouvelle-Orléans commencent à se populariser dans tout le pays (les États-Unis). À la première moitié des années 1990, No Limit Records et Cash Money Records, labels dirigés par Master P et Birdman respectivement, prennent le devant de la scène.

## Influence
Le genre réussit à maintenir sa popularité à La Nouvelle-Orléans (la « capitale mondiale de la bounce ») et dans le Sud des États-Unis. La musique de La Nouvelle-Orléans est traditionnellement jouée par des artistes gays et transgenres, garantissant à la bounce music une place importante au sein de la scène hip-hop LGBT,.
Comme le crunk, la Miami bass, le Baltimore club et la Juke music, la bounce est une forme significativement régionale de musique dance urbaine. Néanmoins, la bounce inspirera d'autres nombreux sous-genres du rap et se popularisera même auprès du grand public. Des artistes crunk originaires d'Atlanta, comme Lil' Jon et les Ying Yang Twins, incorporent fréquemment des chants bounce à leurs chansons (comme Shake It Like A Salt Shaker) et son argot connexe (comme twerk). La chanson à succès Like a Pimp de David Banner, natif du Mississippi, se construit autour d'un Triggerman beat orienté chopped and screwed. Get Me Bodied de Beyoncé (2007) est également un exemple de bounce music.